# ورزشگاه گریفین پارک
گریفین پارک ورزشگاه سابق خانگی تیم برنتفورد بود، که از زمان ساختش در سال ۱۹۰۴ میلادی تا پایان فصل بازی‌های فوتبال ۲۰۱۹ الی ۲۰۲۰ استفاده شد. این ورزشگاه به خاطر می‌خانه‌ها و ساخته شدن در منطقه مسکونی معروف بود.
بیش‌ترین تعداد تماشاگر در یک بازی ۳۸۶۷۸ نفر بوده که در سال ۱۹۴۹میلادی در بازی بین تیم‌های برنتفورد و لسترسیتی حضور داشتند. آخرین ظرفیت ورزشگاه تنها ۱۲۲۱۹ نفر بود.
به خاطر نزدیکی فرودگاه هیترو به ورزشگاه، سقف این مکان به عنوان یک تابلو بزرگ تبلیغاتی استفاده شده که آخرین آن تبلیغی دربارهٔ شرکت هواپیمایی قطر ایرویز بوده‌است.

## سایر بازی‌ها

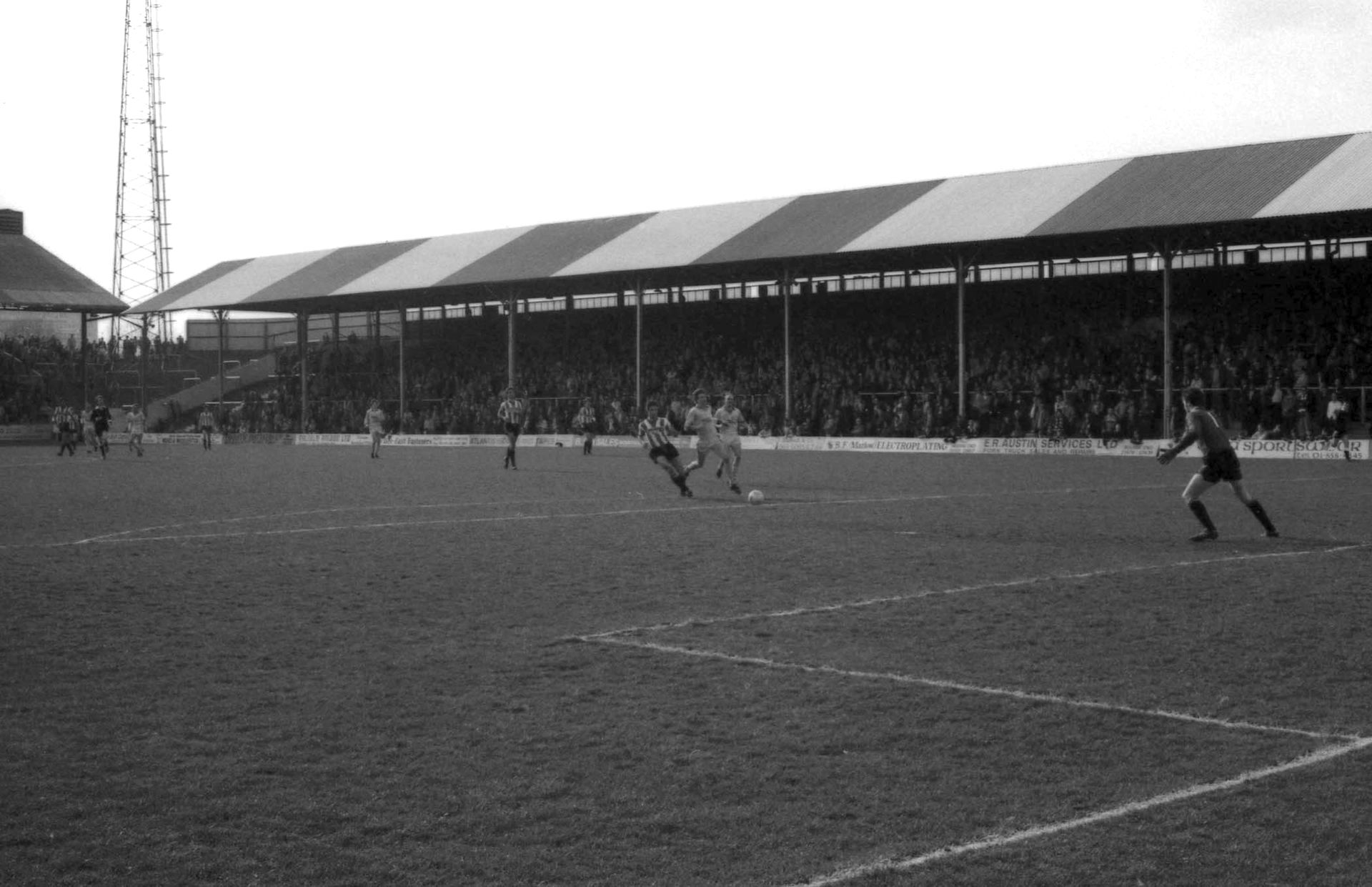
ورزشگاه در سال ۱۹۸۲

جز بازی‌های خانگی تیم برنتفورد، بازی‌های دیگری در این ورزشگاه انجام گرفته‌است. بازی بین دو تیم ایتالیا و آمریکا در مرحله نخست المپیک ۱۹۴۸ که با پیروزی ۹ بر صفر ایتالیا هم‌راه بود، در این ورزشگاه انجام شده‌است.